# Čovjek bez adrese
"Čovjek bez adrese" naziv je sedmog studijskog albuma pjavača Miše Kovača izdanog 1980. godine. Prema prodanoj tiraži dobio je status Platinasta ploča.

## Popis pjesama
1. "Jedina prava bila je ona" - 2:41 - (Đorđe Novković – Saša Eraković – Slobodan M. Kovačević)
2. "Ja te čuvam" - 3:36 - (Đorđe Novković – Željko Krznarić – Slobodan M. Kovačević)
3. "Sanjari" - 3:12 - (Đorđe Novković – Željko Krznarić – Slobodan M. Kovačević)
4. "Svirajte pjesme" - 2:59 - (Đorđe Novković – Željko Krznarić – Slobodan M. Kovačević)
5. "Neki crni konjanici" - 5:44 - (Đorđe Novković – Željko Pavičić – Slobodan M. Kovačević)
6. "Jednostavno reci ćao" - 2:56 - (Slobodan M. Kovačević – Bratislav Zlatanović – Slobodan M. Kovačević)
7. "Pokušajmo još jednom" - 3:58 - (Slobodan M. Kovačević – Krste Juras – Slobodan M. Kovačević)
8. "Čovjek bez adrese" - 3:17 - (Slobodan M. Kovačević – Slobodan M. Kovačević / Bratislav Zlatanović – Slobodan M. Kovačević)
9. "Od svega te volim više" - 4:30 - (Slobodan M. Kovačević – Bratislav Zlatanović – Slobodan M. Kovačević)
10. "Još se sjećam one noći" - 3:21 - (Slobodan M. Kovačević – Bratislav Zlatanović – Slobodan M. Kovačević)

## Suradnici na albumu
1980.
- Ivica Sladić - izvršni producent
- Mirko Ilić - design
- Ivica Jakić - fotografije
- Milo Vasić - bubnjevi i udaraljke
- Joško Banov - klavijature
- Bojan Beladović - solo i ritam gitare
- Mladen Baučić - tenor i sopran saksofon i prateći vokal
- Slobodan M. Kovačević - gitare, udaraljke i prateći vokal
- Marija Kuzmić - vokalna pratnja
- Vojno Kundić - urednik

Miksano u Hansa studiju u Berlinu 
2008.
- Želimir Babogredac - izdavač
- Ante Viljac - urednik
- Goran Martinac - digital remastering
- Nikša Martinac - redesign

## Vanjske poveznice
- Čovjek bez adrese